# Hankasalmi
Hankasalmi este o comună din Finlanda.

## Așezare geografică
Hankasalmi este localizat în provincia vestică a Finlandei. Populația este de 5 545 de persoane (la data de 31 ianuarie 2011). Localitatea ocupă o suprafață de 687,75 km pătrați.